# Valentina (Carles Soldevila)
Valentina es una novela escrita por Carles Soldevila que fue publicada en 1933. Ganó el premio Joan Crexells de narrativa del mismo año. Fue adaptada al teatro por el mismo autor, obra estrenada en 1934 en el Coliseo Pompeia de Barcelona. Representada en el Teatro Nacional de Cataluña durante el otoño de 2006 con una adaptación de Jordi Galceran, bajo la dirección de Toni Casares y con la actriz Alba Sanmartí como protagonista.
Valentina es la última entrega de una trilogía integrada por las obras Fanny y Eva. La novela se centra en un núcleo familiar formado por un triángulo integrado por la viuda Clotilde, su hija Valentina, que tiene una verdadera admiración por quien cree que es su padre, y Eusebi, amante de Clotilde y verdadero padre de Valentina. Las relaciones entre los tres empeoran: Valentina descubre que es hija de Eusebi y este se casa con Clotilde. El conflicto desemboca en el asesinato del padre por parte de la hija.
La novela está narrada en tercera persona, pero también destaca el monólogo interior y el diálogo.